# Mały Sprytek
Mały Sprytek (fr. Le Petit Spirou) – belgijska, francuskojęzyczna seria komiksowa autorstwa Tome'a (Philippe Vandevelde) i Janry'ego (Jean-Richard Geurts), będąca prequelem Przygód Sprycjana i Fantazjo, publikowana przez wydawnictwo Dupuis od 1990. Po polsku ukazały się cztery tomy nakładem Egmont Polska.

## Fabuła i postacie
Każdy tom zawiera przeważnie jednostronicowe historyjki charakteryzujące się dużą ilością humoru oraz sporą, zważywszy bardzo młody wiek bohaterów, dawką erotyzmu. Sprytek jest małym chłopcem uczęszczającym do szkoły gdzieś we Francji i przeżywającym typowe dla swojego wieku przygody. Wraz ze swoimi przyjaciółmi, Krętkiem i Pączkiem, oraz dziewczyną Zuzią bohater poznaje świat dorosłych reprezentowany między innymi przez wiecznie chorego (pijanego) nauczyciela wychowania fizycznego pana Makiepę, ortodoksyjnego księdza Ojca Langelusa i zdziwaczałego Dziadka głównego bohatera.

## Tomy
| Tom | Tytuł i rok wydania polskiego      | Tytuł i rok wydania oryginalnego            |
| --- | ---------------------------------- | ------------------------------------------- |
| 1   | Powiedz pani "dzień dobry"! (2001) | Dis bonjour à la dame (1990)                |
| 2   | Dać ci mój palec? (2001)           | Tu veux mon doigt? (1991)                   |
| 3   | Co wy tutaj wyprawiacie? (2002)    | Mais qu'est-ce que tu fabriques? (1992)     |
| 4   | To dla twojego dobra! (2002)       | C'est pour ton bien (1994)                  |
| 5   |                                    | "Merci" qui? (1994)                         |
| 6   |                                    | N'oublie pas ta capuche! (1996)             |
| 7   |                                    | Demande à ton père! (1997)                  |
| 8   |                                    | T'as qu'à t'retenir! (1999)                 |
| 9   |                                    | C'est pas de ton âge! (2000)                |
| 10  |                                    | Tu comprendras quand tu s'ras grand! (2001) |
| 11  |                                    | Tu ne s'ras jamais grand! (2003)            |
| 12  |                                    | C'est du joli! (2005)                       |
| 13  |                                    | Fais de beaux rêves (2007)                  |
| 14  |                                    | Bien fait pour toi! (2008)                  |
| 15  |                                    | Tiens-Toi droit! (2010)                     |
| 16  |                                    | T'Es Gonfle! (2012)                         |
| 17  |                                    | Tout le monde te regarde! (2015)            |
| 18  |                                    | La Vérité sur tout! (2019)                  |
| 19  |                                    | Parle pas la bouche pleine! (2022)          |